# Mathilda fusca
Mathilda fusca is een slakkensoort uit de familie van de Mathildidae. De wetenschappelijke naam van de soort is voor het eerst geldig gepubliceerd in 1981 door Okutani & Habe.